# Lawrence J. DeLucas
Lawrence James DeLucas dit Larry est un astronaute américain né le 11 juillet 1950.

## Vols réalisés
Il réalise un unique vol le 25 juin 1992, lors du vol Columbia STS-50, en tant que spécialiste de charge utile.